# Zelnavár
Zelnavár (horvátul: Zelingrad) egy várrom Horvátországban, a Szentivánzelinához tartozó Kladešćica település határában.

## Fekvése
Szentivánzelina városától 5 kilométerre északnyugatra, a Medvednica-hegység keleti oldalában található.

## Története
A vár első írásos említése 1295-ben történt. Akkori tulajdonosa a Péc nembeli Dénes nádor fia János volt. 1326-ban Károly Róbert király Dénes nádor unokaöccsének, Ludbergi Miklós mesternek adományozta. 1397-ben Zsigmond király hívének Bicskele Fábiánnak adta. Ezután a Bicskele család majdnem száz évig volt a birtokosa. Közben 1415-ben leégett, de hamarosan kijavították. Mivel a Bicskelék rablólovag módjára fosztogatták a szomszédos birtokokat 1490-ben Miksa császár katonái titokban besompolyogtak Zelnavárba és megölték a vár urát Bicskele Lászlót. Ezután II. Ulászló király Zelna várát Szapolyai Jánosnak adta. A Szapolyai és Habsburg Ferdinánd között kitört trónviszályban a vár Ferdinándé lett, aki 1531-ben a várat és uradalmát Erdődy Simon zágrábi püspök unokaöccsének, Pálffy Péternek ajándékozta. Ezzel egy időben, Kasztellánfy János is jogot formált a várra, de nem járt sikerrel. A várat Pállfy már 1534-ben továbbadta 3500 aranyforintért az egykori bánnak, kányaföldi Kerecsényi Pálnak és fiainak, Mihálynak, Lászlónak, Andrásnak, Lajosnak, Jánosnak és Mátyásnak. Még ugyanebben az évben a várat pótlólagos erődítésekkel látták el. Az 1545-ös esztendőben itt őrizték a török veszély elől odamenekített csázmai káptalan okleveleit. A várat 1601 és 1635 között ismeretlen okból kitört tűzvész pusztította el. Az 1635-ös esztendőben a várat először említették meg romként. Ezután Brokunjeváci Mikulich Tamás és Chernkóczy Gábor, végül a Fodróczy család volt a tulajdonosa.

## A vár mai állapota
A várhegy déli, keleti, nyugati oldala meglehetősen meredek, ezért csak az északi oldalról lehetett megközelíteni, ahol egy mély árok választja el a hegytető többi részétől. A várba bemenni, egy 90 fokban elfordított kapun keresztül lehetett, mely egy félkör alakú kaputoronyban nyílott. A kaputorony kulcslyuk alakú lőrésekkel volt ellátva, melyhez keletről egy szintén a kaput védő félköríves torony támaszkodott. A kaputoronynál kezdődik az a terasz, ami délről és keletről az egész várat körbeveszi. Innen nyugatra helyezkedett el a sokszögletű belsővár. Itt a belsővár udvarán egy két részre osztott lakóépület állt. Délkeletre és az északkeleti sarokban valószínűleg a vár gazdasági épületei állhattak.
A belsővárat egy falszoros választotta el a külsővártól. Mára falszoros falának csak az alsó része maradt fenn. A külsővár falát bástyákkal erősítették meg, majd a 16. század közepén egy kis területű rondellával is ellátták. Ennek építése során korábbi falszoros íves sarkát elbontották. A vár előtt egy kettős sánc található.